# Ghassan Andoni
Ghassan Andoni (en árabe: غسان أنضوني‎ (nacido en 1956) es un activista palestino.
Nacido en Beit Sahour en el seno de una familia cristiana palestina, es profesor de física en la Universidad Bir Zeit, en Cisjordania . Aboga por la resistencia no violenta en el conflicto palestino-israelí.
Andoni es cofundador del International Solidarity Movement (ISM), fundador del International Middle East Media Centre y director del Palestinian Center for Rapprochement between Peoples (PCR)
Durante la Primera Intifada, Andoni fue encarcelado por estar involucrado en la revuelta fiscal de Beit Sahour. En 2006, fue nominado para el Premio Nobel de la Paz por el American Friends Service Committee junto con Jeff Halper del Comité Israelí contra las Demoliciones de Casas (ICAHD).